# Колтович, Владимир Васильевич
Владимир Васильевич Колтович (бел. Уладзімір Васільевіч Калтовіч, 1 октября 1966 Червень, БССР, СССР) — белорусский государственный деятель. Министр антимонопольного регулирования и торговли (2015—2021). Заместитель Руководителя Аппарата Совета Министров Республики Беларусь (2021—2024).

## Биография
Родился 1 октября 1966 году в городе Червень Минской области.
Трудовую деятельность начал в 1984 году продавцом магазина.
В 1992 году окончил Белорусский государственный институт народного хозяйства имени В. В. Куйбышева, в 2001 году — Академию управления при Президенте Республики Беларусь.
16 апреля 2009 года назначен заместителем Министра антимонопольного регулирования и торговли.
В 2010—2012 годах работал заместителем председателя Минского городского исполнительного комитета.
28 декабря 2012 года назначен советником-посланником Посольства Республики Беларусь в Российской Федерации.
17 декабря 2015 года назначен на должность Министра антимонопольного регулирования и торговли Республики Беларусь.
22 декабря 2021 г. освобождён от должности Министра антимонопольного регулирования и торговли Республики Беларусь.
С 22 декабря 2021 года работал заместителем Руководителя Аппарата Совета Министров Республики Беларусь. Ушел в отставку в 2024 году.

## Личная жизнь
Женат, имеет двоих детей.

## Награды
- Медаль «За безупречную службу» III степени (19 мая 2023 года) — за образцовое исполнение служебных обязанностей, значительные достижения в государственной гражданской службе[5]
- Почётная грамота правительства Российской Федерации (17 марта 2020 года) — за большой вклад в укрепление сотрудничества с Российской Федерацией в области защиты и развития конкуренции[6].
- Почётная грамота Совета Министров Республики Беларусь (27 сентября 2016 года) — за многолетнюю плодотворную работу в органах государственного управления, значительный личный вклад в проведения государственной политики в сфере торговли[7].